# Stenoloma goudotiana
Stenoloma goudotiana là một loài dương xỉ trong họ Lindsaeaceae. Loài này được Fée mô tả khoa học đầu tiên năm 1850.
Danh pháp khoa học của loài này chưa được làm sáng tỏ. 